# Les Bougon (série télévisée, 2008)
Pour les articles homonymes, voir Les Bougon.
Les Bougon est une réadaptation de la série québécoise Les Bougons en série télévisée française en 10 épisodes de 52 minutes, adaptée de la série québécoise Les Bougon, c'est aussi ça la vie!, produite par CALT et GMT, réalisée par Sam Karmann (épisodes 1 à 6), Christian Merret-Palmair (épisodes 7 et 8) et Michel Hassan (épisodes 9 et 10), et diffusée à partir du 13 octobre 2008 sur M6. M6 a initialement commandé deux épisodes de 52 minutes, puis huit autres épisodes à la suite du succès des deux premiers, soit 10 épisodes.
« Les Bougon, ils volent aux riches et ils gardent tout pour eux », tel pourrait être le credo de cette famille.

## Synopsis
La famille Bougon est un clan de joyeuses petites fripouilles complètement en marge de la société, sympathiques, qui se donnent beaucoup de mal à magouiller, à préparer toutes sortes de petites combines « propres » afin de ne pas travailler. Les Bougon sont des décrocheurs du système qui ne croient plus aux Hommes ; ce sont des vautours qui accaparent tout ce que la société produit en trop.
Les Bougon déjeunent au sarcasme, dînent à la dérision et soupent au cynisme. Et leurs repas ne sont jamais assaisonnés de scrupules…

## Distribution
- Patrick Bonnel : Paul Bougon
- Cathy Bodet : Anita Bougon
- Vincent Debost : Barnabé « Bébé » Bougon
- Virginie Guillou : Dorothée « Dodo » Bougon
- Nassereba Keita : Noa Bougon
- Olivier Broche : Frédéric « Mononc' » Bougon
- Jean-André Laville : Pépère Bougon
- Jean-Pierre Lazzerini : Franck Chabot (le policier municipal)

## Épisodes

### Épisode 1:Pétards et artifices
Bébé, Mononc et Noa montent une opération de vol d’ordinateurs dans une grande entreprise. L’anniversaire d’Anita est le prétexte pour dévaliser le rayon CD du supermarché. Avec la complicité de Dodo, Paul improvise un habile chantage… Résultat, le candidat député venu lui vendre son programme fera le ménage en retard ! Les Bougon volent malencontreusement une mallette remplie de pains de cannabis. Bébé rêve, Dodo plane, Paul flippe ! Il doit en plus organiser la riposte quand le propriétaire menace de les expulser…

### Épisode 2:Boulot, vibro, bobo
Paul, Mononc et Bébé sont convoqués par l’ANPE. Pour continuer à toucher leurs indemnités, ils doivent suivre un stage obligatoire qui conduit à une embauche. Ils n’auront de cesse de se faire licencier. Dodo fait découvrir les sex-toys à Anita. À l’école, Noa est confrontée au racisme ordinaire. Après avoir monté une combine aux arrêts de travail, Paul tombe malade. Il prend conscience que riches et pauvres ne sont pas égaux face à la maladie. Il choisira le camp des riches. Pendant ce temps, Bébé et Mononc ont monté une arnaque pour se faire rembourser par les supermarchés des objets qu’ils n’ont pas achetés…

### Épisode 3:Mains propres, argent sale
Sous prétexte de collecter des vêtements pour une bonne œuvre, Noa fait du porte à porte dans un quartier résidentiel. Elle en profite pour introduire un rat apprivoisé dans les maisons qu’elle visite. Jouant les dératiseurs dans son sillage, Bébé escroque en beauté les bourgeoises terrifiées par le rongeur.
Loin de ces arnaques à la petite semaine, Mononc, lui, passe un entretien d’embauche dans une banque où il décroche un poste de conseiller de clientèle, au grand dam de Paul qui voit là une sorte de trahison sociale.
La joie de Mononc est de courte durée : il découvre que les banques ne sont pas là pour aider les gens à joindre les deux bouts, ainsi qu’il le croyait naïvement, mais pour engranger des bénéfices. À toute demande de prêt, il doit répondre « non ». Même à son propre frère venu solliciter une aide pour emmener Anita en vacances !
Paul, heureusement a plus d’un tour dans son sac, et profitant du « pot » de bienvenue de Mononc où la sangria coule à flots, il s’improvise chauffeur bénévole pour cadres bancaires soucieux de conserver leur permis. Il dépouille ainsi un arrogant trader dont les pertes colossales, on l’apprendra le lendemain, vont causer la faillite de la banque ! Heureusement l’État est là : l’établissement sera renfloué. Mononc, lui, restera sur le carreau.

### Épisode 4:Justice pour tous
Pas de chance, Bébé s'est fait coffrer alors qu'il avait juste «emprunté» une bagnole... En prison il découvre les joies d'une justice à deux vitesses, les pauvres d'un côté, les riches de l'autre. Il est urgent de lui trouver un avocat en béton à moindre frais ! Et si en plus le jour de l'audience, le juge se trouve être «le client du mardi» de Dodo, la peine pourrait être allégée, non ? Bébé se voit quand même infliger une peine d'intérêt général à faire chez des handicapés mentaux... L'horreur ? Pas sûr. Et si Bébé rencontrait finalement des gens incroyables avec lesquels faire un joli voyage..?

### Épisode 5:Journée de rêve
L'équipe télé d'«Une Journée de Rêve» débarque par surprise pour offrir à Anita une journée complète de relooking ! Anita en profite pour changer de tête et se payer celle de l'animatrice. Bébé, lui, se dit que ces gens de la télé vont lui donner le numéro de téléphone de son idole : la belle Virginie, celle qui présente «Déjà star» ! Tout le monde se connaît dans ce milieu, non ? Peut-être mais pour la rencontrer et dîner avec elle, mieux vaut compter sur la méthode Bougon, sur l'imagination de Paul et Dodo et l'efficacité de Chabot... Bien plus fiable et plus rapide !

### Épisode 6:Fiction ou réalité
Chez les Bougon, il y en a pour qui la réalité n'est que pure fiction et d'autres pour qui la fiction devient réalité... En réalité, la D.D.A.S.S embarque Noa pour la confier à une famille catho pure et dure dans laquelle elle va semer l'esprit Bougon... En fiction Dodo devient l'égérie d'un clip vidéo pour enfants, en réalité pour adultes. Quant à Mononc qui n'en finit pas de rêver d'un vrai travail avec un vrai salaire, il se retrouve dans une vraie fiction en faux transsexuel. Et Bébé, vrai gros ou faux maigre ? Réponses dans la fiction...

### Épisode 7:Faux départ
C'est Noël. Mononc a enfin trouvé un emploi : bénévole dans une association caritative. Au moins là, il peut épancher sa générosité et ne risque pas d'être viré... Paul lors d'une visite de routine chez le vétérinaire en apprend de belles sur les pratiques du secteur et sur son chien par la même occasion. Anita, contactée par un ancien souvenir de jeunesse, est invitée à l'anniversaire surprise des trente ans de mariage de sa sœur Aline... Paul décide qu'il ne faut rater sous aucun prétexte cette fête chez les «riches». Les Bougon vont-ils réussir à se faire une place dans le grand monde ? Mononc, lui, décide de ne pas y aller...

### Épisode 8:Chaud devant
Pour protéger Pépère de la canicule, Paul l’emmène chez Aline et Jean Besset qui disposent d’une grande maison climatisée et d’une piscine. Ces derniers sont catastrophés en voyant débarquer leur belle-famille envahissante et mal élevée. Si encore Paul était venu rembourser l’argent qu’il doit à Jean depuis si longtemps ! Mais non, les Bougon s’incrustent et s’amusent aux dépens de ce couple de snobs… Seul Bébé ne participe pas à l’expédition : parti pour honorer une consultation psychiatrique gratuite, il rencontre Alicia par hasard et c’est le coup de foudre !
Il vient alors à Mononc l’idée de solliciter un emploi auprès de Jean Besset. Il se retrouve à passer la serpillière dans son usine de produits chimiques où son excès de zèle lui vaut l’hostilité du syndicat maison. Lorsqu’il surprend des employés occupés à déverser des effluents toxiques dans le cours d’eau voisin, Mononc, atterré, en avise Jean, sans comprendre que ce dernier est directement responsable de ce crime écologique. Après avoir tenté d’éliminer Mononc, Jean essaie de l’acheter. En vain ! L’honneur des Bougon est sauf, mais la rivière polluée à jamais…

### Épisode 9:Diplôme pudding
Lorsque Baudouin résilie son abonnement au câble, c’est un véritable séisme pour Paul qui pirate sa connexion ! Heureusement, Noa parvient à réabonner leur propriétaire et voisin… à son insu ! Obnubilé par son problème de télé, Paul n’a prêté attention ni aux propos ni à l’attitude d’Anita. Lourde erreur ! Blessée dans sa dignité de femme, cette dernière a quitté le domicile conjugal ! Réfugiée chez sa sœur, elle est décidée à donner une leçon à son mari.
Paul passe très vite de la colère à l’abattement et sollicite les conseils avisés de son entourage. Son ami Chabot, Dodo et même Noa ont pitié de sa détresse et l’aident dans sa nouvelle entreprise : la reconquête d’Anita.
Bébé, quant à lui, doit faire face à d’autres difficultés : Alicia, sa dernière conquête, veut lui faire rencontrer ses amis, tous étudiants comme elle. Il n’est pas question de couper à cette soirée, mais Bébé prend la mesure de ses lacunes et se rend compte qu’on ne passe pas en une semaine du niveau CM2, qui est le sien, à Bac+5… Heureusement, Noa et Mononc sont là pour lui apporter leur concours technique et culturel ; la soirée avec Alicia est une épreuve mouvementée pour Bébé, mais au moins y aura-t-il brillé par ses connaissances.
Si le fils a su conserver l’amour d’Alicia, le père, de son côté, est parvenu à ramener sa femme au bercail. Chez les Bougon, l’amour finit toujours par triompher.

### Épisode 10:Pompes funestes
L’état de santé de Pépère s’est dégradé au point qu’il faut envisager de le placer en maison de retraite… Mais entre les établissements hors de prix et les mouroirs, pas de juste milieu ! Sous la surveillance jalouse d’Anita, Paul et Mononc décident de prendre une infirmière pour s’occuper de leur père à domicile. Sa mission sera de courte durée : Pépère rend le dernier soupir dans ses bras…
Paul et son frère se retrouvent à devoir organiser les funérailles. Ils découvrent qu’en matière d’arnaque légale, les pompes funèbres méritent un premier prix ! Mais en dépit de leur chagrin, ils ne se laissent pas escroquer ! Une manière de rendre hommage à la mémoire de Pépère.
Ce deuil subit interrompt la nouvelle marotte de Bébé : rencontrer l’âme sœur par Internet. Une activité variée et riche en surprises à laquelle il se livre avec frénésie depuis qu’Alicia est rentrée dans son lointain pays d’origine.
Louise, la sœur de Pépère, a souhaité assister aux obsèques. Bébé et Noa découvrent une vieille irascible qui, malgré son dentier, ne mâche pas ses mots. Avec tata Louise, chaque membre de la famille est habillé pour l’hiver !
En parlant de famille, justement, Louise va révéler aux Bougon un incroyable secret ! Si vous vous êtes jamais demandé pourquoi Mononc et Paul se ressemblent si peu, la réponse vous attend dans cet épisode !
Qui dit décès dit héritage : les Bougon ravis dénichent celui de Pépère au fond d’une vieille malle. Mais croyez-le ou non, il a dépassé la date de péremption !

## Récompenses
- Prix de la contribution artistique au Festival de la fiction TV de La Rochelle 2008[1].